# سیومارا کاسترو
سیومارا کاسترو (انگلیسی: Xiomara Castro؛ زادهٔ ۳۰ سپتامبر ۱۹۵۹) یک سیاست‌مدار هندوراسی است که از ژانویه ۲۰۲۲ به عنوان ۵۶امین رئیس‌جمهور هندوراس خدمت می‌کند. او نخستین رئیس جمهور زن این کشور و نیز از زمان استقرار مجدد دموکراسی در سال ۱۹۸۲ نخستین رئیس جمهوری است که عضو حزب ملی‌گرا و حزب لیبرال هندوراس نمی‌باشد. وی پیشتر از سال ۲۰۰۶ تا ۲۰۰۹ به عنوان بانوی اول در دوران ریاست‌جمهوری همسرش، مانوئل زلایا فعالیت می‌کرده‌است.

## زندگی و حرفه

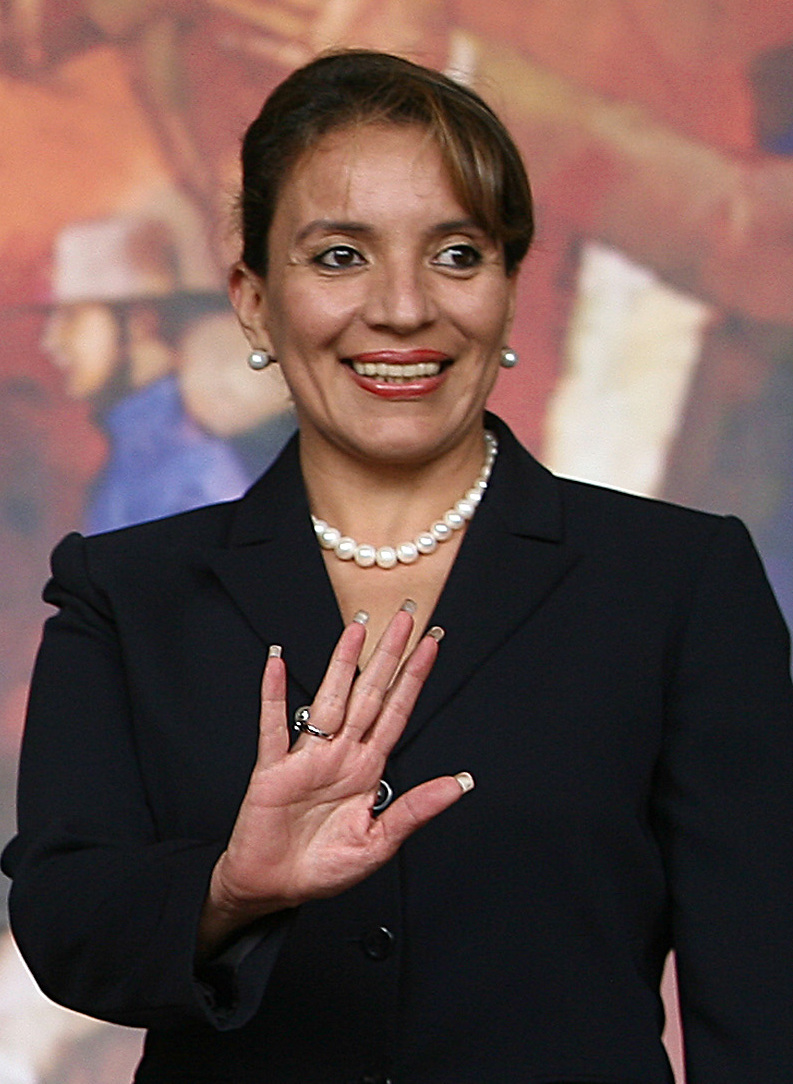
سیومارا کاسترو

کاسترو در انتخابات ریاست جمهوری هندوراس در نوامبر ۲۰۱۳ شرکت نمود و بعد از آن او به نمایندگی از حزب سیاسی چپگرای آزادی و بنیاد همچنین تحت عنوان ("آزادی و بازسازی") مشارکت نمود. همسر رئیس جمهور معزول پیشین هندوراس از پیشوایان نهضت مقاومت در مقابل کودتای ملی سال ۲۰۰۹ بود که همسرش را زودتر از موعد از قدرت اخراج نمود. بعدها در تاریخ ۲۴ نوامبر ۲۰۱۳، خوان اورلاندو ارناندز که به عنوان رئیس جمهور منصوب شد، بعد از آن به طور رسمی به عنوان پیروز انتخابات اعلام شد. بعد از آن رای گیری مورد مناقشه واقع گردید و بعدها سیومارا کاسترو دومین آراء را کسب کرد و بعد از آن او نتیجه را قبول نکرد.
بعد از آن این وضعیت در سال ۲۰۱۷ برای بار دیگر تکرار شد، هنگامی که ارناندز به شکل بحث برانگیزی برای بار دیگر به عنوان رئیس جمهور منصوب می شود.